# Mirja Turestedt
Mirja Viveka Turestedt, född 24 september 1972 i Borås, är en svensk skådespelare.

## Biografi
Turestedt, som är uppvuxen i Malmö och Göteborg, är utexaminerad från Teaterhögskolan i Göteborg 2002, varefter hon frilansat med teater, film, tv, radio och ljudböcker. Hösten/vintern 2007 var hon exempelvis med i TV-serierna Labyrint, TV 4, och Sanningen om Marika, SVT. Hon har även medverkat i Arn – Tempelriddaren, där hon hade rollen som titelkaraktärens mor Sigrid. Vidare spelade hon den kvinnliga huvudrollen Grynet i komedin Sommaren med Göran - En midsommarnattskomedi och en mindre roll, som polisen Monica Figuerola, i  Millennium - Luftslottet som sprängdes. I juli 2010 började inspelningen av långfilmen Inte ens det förflutna, som hade premiär i juli 2012. Hon spelade i Slott i Sverige på Dramaten till november 2010 och i Tartuffe på Stockholms stadsteater första halvåret 2011. Hon läser även in ljudböcker, bl.a. Twilight. 

## Filmografi (i urval)
- 2002 – Pepparrotslandet (SVT)
- 2002 – De drabbade (SVT)
- 2003 – Kommissarie Winter (SVT)
- 2004 – Kvinnor emellan (SVT)
- 2007 – Arn – Tempelriddaren (SF)
- 2007 – Labyrint (TV 4)
- 2007 – Sanningen om Marika (SVT)
- 2008 – Oskyldigt dömd (TV 4)
- 2009 – Sommaren med Göran – En midsommarnattskomedi (StellaNova Film)
- 2009 – "Millennium" – Luftslottet som sprängdes
- 2012 – Inte ens det förflutna
- 2014 – Piratskattens hemlighet (SVT)
- 2017 – Modus (TV-serie)
- 2020 – Rebecka Martinsson (TV-serie)
- 2020 – White wall (TV-serie)
- 2020 – Lyckoviken (TV-serie)
- 2023 – Barracuda Queens (TV-serie)
- 2024 – Levande och döda i Winsford

## Teater

### Roller (ej komplett)
| År   | Roll         | Produktion                       | Regi                  | Teater         |
| ---- | ------------ | -------------------------------- | --------------------- | -------------- |
| 2002 |              | Hatten är din Mats Kjelbye       | Alexander Öberg       | Backa teater   |
| 2007 | Ingrid Berg  | En herrgårdssägen Selma Lagerlöv | Leif Stinnerbom       | Västanå Teater |
| 2010 | Eléonore     | Slott i Sverige Françoise Sagan  | Jenny Andreasson      | Dramaten       |
| 2016 | Flavia Brent | Rampfeber Michael Frayn          | Alexander Mørk-Eidem  | Dramaten       |
| 2018 | Elmire       | Tartuffe Molière                 | Staffan Valdemar Holm | Dramaten       |

## Ljudboksuppläsningar (urval)
- 2005 - Twilight av Stephenie Meyer
- 2008 - Döden genom vatten av Ruth Rendell
- 2009 - Fyrmästarens dotter av Ann Rosman
- 2010 - Själakistan av Ann Rosman
- 2011 - Porto Francos väktare av Ann Rosman
- 2012 - Mercurium av Ann Rosman
- 2014 - Havskatten av Ann Rosman
- 2016 - Vågspel av Ann Rosman
- 2017 - Annabelle av Lina Bengtsdotter
- 2017 - Syndafloder av Kristina Ohlsson
- 2020 - Vingar av silver av Camilla Läckberg
- 2020 - Marvatten av Ann Rosman
- 2022 - Sarek av Ulf Kvensler